# Chthonic
Chthonic (kineski 閃靈樂團, ponekad pisano kao ChthoniC ili ChThoniC) je tajvanski melodični black metal sastav iz Taipeia. 
U svojoj glazbi koriste elemente tradicionalne tajvanske glazbe, te klasični instrument erhu. Članovi sastava su također politički aktivisti koji zagovaraju nevisnost Tajvana te pravo na samoodređenje Tibetanaca i Ujgura. Do sada su objavili osam studijskih albuma, zasada posljednji Battlefields of Asura 2018. godine.

## Povijest sastava
Osnovan je 1995. godine, te su prvi studijski Where the Ancestors' Souls Gathered objavili 1999. Do 2009. i petog studijskog albuma Mirror of Retribution sve su pjesme izvodili na literarnom kineskom jeziku, a nakon toga na tajvanskom. Također, od četvrtog album Seediq Bale snimaju i verzije na engleskom jeziku. Na nastupima su poput mnogih black metal-sastava koristili corpsepaint, koji su zvali "ghostpaint" te se temeljio na likovima iz njihove tradicionalne mitologije. Nedavno su odbacili takav imidž, te su se orijentirali na vojnički izgled. 
Osim tradicionalne tajvanske mitologije i legendi, česta tema njihovih pjesama su borba za tajvansku nezavisnost, zbog čega im je zabranjeno nastupanje u nekim dijelovima Kine. Također su 2007. organizirali međunarodni glazbeni festival u spomen na 60. godišnjicu 228 incidenta, kada je u antivladinim pobunama ubijeno od 10.000 do 30.000 ljudi. Iste godine postali su prvi azijski sastav koji je nastupio na Ozzfestu, a nastupali su i u Njemačkoj na festivalu Wacken Open Air. Od osnutka sastav je promijenio mnogo članova, te je kao jedini iz originalne postave ostao pjevač Freddy "Left Face of Maradou" Lim, koji je 2015. kao član stranke koja promiče neovisnost Tajvana izabran u nacionalni parlament. 

## Članovi sastava
Trenutačna postava
- Freddy Lim "Left Face of Maradou" - vokal, erhu (1995.-)
- Doris Yeh "Thunder Tears" -bas-gitara, prateći vokal (1999.-)
- Jesse Liu  "The Infernal" - gitara, prateći vokal (1999.-)
- Dani Wang "Azathothian Hands" - bubnjevi (2005.-)
- CJ Kao "Dispersed Fingers" - klavijature (2005.-)

Bivši članovi
- Su-Nong Chao "The Bloody String" – erhu (2005. – 2008.)
- Alexia – klavijature (2004. – 2005.)
- A-Jay Tsai – bubnjevi (1999. – 2005.)
- Luis – klavijature (2003. – 2004.)
- Sheryl – klavijature (2002. – 2003.)
- Vivien – klavijature (2001. – 2002.)
- Ambrosia – klavijature (1995. – 2001.)
- Null – gitara (1999. – 2000.)
- Wang – bubnjevi (1998. – 1999.)
- Zac – gitara (1998. – 1999.)
- Yu – bas-gitara (1997. – 1999.)
- Ellis – gitara (1995. – 1998.)
- Terry – bubnjevi (1995. – 1998.)
- Man 6 – bas-gitara (1996. – 1997.)

## Diskografija
Studijski albumi
- Where the Ancestors' Souls Gathered (1999.)
- 9th Empyrean (2000.)
- Relentless Recurrence (2002.)
- Seediq Bale (2005.)
- Mirror of Retribution (2009.)
- Takasago Army (2011.)
- Bú-Tik (2013.)
- Battlefields of Asura (2018.)

EP-ovi
- Satan's Horn (2003.)

Kompilacije
- Relentless for 7 Years, Plus (2002.)
- (Anthology: A Decade On The Throne) (2006.)
- Pandemonium (2008.)

Koncertni albumi
- A Decade on the Throne (2006.)

## Vanjske poveznice
- Službena stranica